# Gaetano de Lai

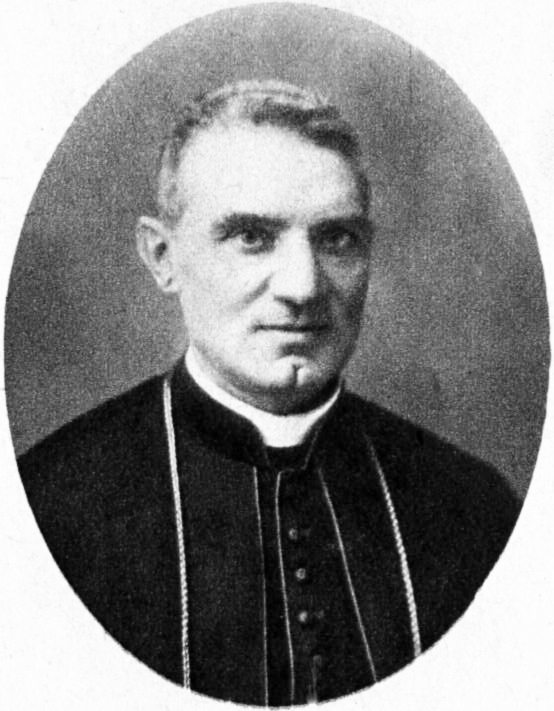
Kardinaal Gaetano de Lai

Gaetano de Lai (Malo, 26 juli 1853 – Rome, 24 oktober 1928) was een Italiaans geestelijke en kardinaal van de Rooms-Katholieke Kerk.
De Lai bezocht het seminarie in Vicenza en het Pauselijk Romeins Seminarie waar hij promoveerde in de godgeleerdheid, de filosofie en de beide rechten. Hij werd op 16 april 1876 tot priester gewijd en trad in 1878 toe tot de Romeinse Curie en wel als staflid van de Congregatie voor het Concilie. Gaetano zou zijn hele leven aan deze congregatie verbonden blijven. Tot 1903 doorliep hij er verschillende rangen, tot hij - in dat jaar - secretaris van deze congregatie werd. Hij was inmiddels ook al voorzien van de eretitels Kamerheer van Zijne Heiligheid en Huisprelaat. Met zijn uitgesproken antimodernistische ideeën was hij de geschikte man om namens paus Pius X diens antimodernistische agenda te helpen vormgeven.
Paus Pius X benoemde De Lai tijdens het consistorie van 16 december 1907 tot kardinaal-diaken. De San Nicola in Carcere werd zijn titeldiakonie. Hij werd benoemd tot prefect van de Consistoriale Congregatie. In die hoedanigheid was hij verantwoordelijk voor de invoering en implementatie van de antimodernisteneed. Hij werd ook voorzitter van een commissie die zich ging bezighouden met de reorganisatie van de Curie.
Op 27 november 1911 werd hij kardinaal-bisschop van Sabina-Poggio Mirteto. Hij werd door paus Pius X zelf gewijd. In 1914 verleende keizer Frans Jozef I van Oostenrijk-Hongarije hem het grootkruis ridder in de Orde van de Heilige Stefanus. Kardinaal de Lai nam deel aan het conclaaf van 1914 dat leidde tot de verkiezing van Giacomo della Chiesa tot paus Benedictus XV en aan het conclaaf van 1922, waarbij Achille Ratti werd gekozen tot paus Pius XI.